# Berlinska modernistična stanovanjska naselja
Berlinska modernistična stanovanjska naselja (nemško Siedlungen der Berliner Moderne) so leta 2008 uvrščena na seznam Unescove svetovne dediščine in obsegajo šest ločenih subvencioniranih stanovanjskih sosesk v Berlinu. Izhajajo predvsem iz let Weimarske republike (1919–1933), ko je bilo mesto Berlin še posebej napredno v družbenem, političnem in kulturnem pogledu. So izjemni primeri gibanja za reformo stavb, ki je prispevalo k izboljšanju stanovanjskih in življenjskih pogojev za ljudi z nizkimi dohodke z inovativnimi pristopi k arhitekturi in urbanističnemu načrtovanju. Posestva zagotavljajo tudi izjemne primere novih urbanih in arhitekturnih tipologij, ki jih odlikujejo sveže oblikovalske rešitve ter tehnične in estetske inovacije.
Bruno Taut, Martin Wagner in Walter Gropius so bili med vodilnimi arhitekti teh projektov, ki so imeli velik vpliv na razvoj stanovanj po vsem svetu.

## Seznam stanovanjskih sosesk
| Soseska                                                                                | Lega                                                              | Datum     | Načrtovalec                          | Arhitekt                                                                               | Slika |
| -------------------------------------------------------------------------------------- | ----------------------------------------------------------------- | --------- | ------------------------------------ | -------------------------------------------------------------------------------------- | ----- |
| Gartenstadt Falkenberg Vrtno mesto Falkenberg, Tuschkastensiedlung ("Paintbox Estate") | Bohnsdorf 52°24′39″N 13°34′00″E / 52.41083°N 13.56667°E           | 1913–1916 | Bruno Taut                           | Bruno Taut Heinrich Tessenow                                                           | [ 2 ] |
| Siedlung Schillerpark                                                                  | Wedding 52°33′34″N 13°20′56″E / 52.55944°N 13.34889°E             | 1924–1930 | Bruno Taut                           | Bruno Taut Max Taut Hans Hoffmann (širitev 1954–1959)                                  |       |
| Großsiedlung Britz Hufeisensiedlung                                                    | Berlin-Britz 52°26′54″N 13°27′00″E / 52.44833°N 13.45000°E        | 1925–1930 | Bruno Taut                           | Bruno Taut Martin Wagner                                                               |       |
| Wohnstadt Carl Legien                                                                  | Prenzlauer Berg 52°32′47″N 13°26′01″E / 52.54639°N 13.43361°E     | 1928–1930 | Bruno Taut                           | Bruno Taut Franz Hillinger                                                             |       |
| Weiße Stadt (Belo mesto)                                                               | Reinickendorf 52°34′10″N 13°21′03″E / 52.56944°N 13.35083°E       | 1929–1931 | Otto Rudolf Salvisberg Martin Wagner | Otto Rudolf Salvisberg Bruno Ahrends Wilhelm Büning                                    |       |
| Großsiedlung Siemensstadt Ringsiedlung                                                 | Charlottenburg-Nord 52°32′22″N 13°16′39″E / 52.53944°N 13.27750°E | 1929–1934 | Hans Scharoun Martin Wagner          | Hans Scharoun Walter Gropius Otto Bartning Fred Forbat Hugo Häring Paul Rudolf Henning |       |